# Liste der Monuments historiques in Chartres
Die Liste der Monuments historiques in Chartres führt die Monuments historiques in der französischen Stadt Chartres auf.

## Liste der Bauwerke
| Bezeichnung                          | Beschreibung | Standort                                   | Kennzeichnung | Schutzstatus | Datum | Bild |
| ------------------------------------ | ------------ | ------------------------------------------ | ------------- | ------------ | ----- | ---- |
| Ehemalige Abtei Saint-Père-en-Vallée |              | 12, 14, 22 rue Saint-Michel (Lage)         | PA00096991    | Classé       | 1916  |      |
| Ateliers Lorin                       |              | 46 rue de la Tannerie (Lage)               | PA28000006    | Inscrit      | 1999  |      |
| Metzgerei Pinson                     |              | 4 rue du Soleil-d’Or (Lage)                | PA28000024    | Inscrit      | 2006  |      |
| Kathedrale von Chartres              |              | Place de la Cathédrale (Lage)              | PA00096993    | Classé       | 1862  |      |
| Cellier de Loëns                     |              | 3 rue du Cardinal-Pie (Lage)               | PA00096994    | Classé       | 1862  |      |
| Stiftskirche Saint-André             |              | Place Saint-André (Lage)                   | PA00096997    | Classé       | 1840  |      |
| ehemaliger Couvent des Cordeliers    |              | 12 rue Saint-Michel (Lage)                 | PA00096995    | Inscrit      | 1979  |      |
| Kirche Saint-Aignan                  |              | Place Saint-Aignan (Lage)                  | PA00096996    | Classé       | 1840  |      |
| Kirche Sainte-Foy                    |              | Rue Famin (Lage)                           | PA00096998    | Classé       | 1937  |      |
| Kirche Saint-Jean-Baptiste           |              | Rue de l’Espérance (Lage)                  | PA28000010    | Inscrit      | 2002  |      |
| Kirche Saint-Martin-au-Val           |              | Rue Georges-Brassens (Lage)                | PA00097001    | Classé       | 1886  |      |
| Kirche Saint-Pierre                  |              | Place Saint-Pierre (Lage)                  | PA00096999    | Classé       | 1840  |      |
| Hôtel Montescot                      |              | Rue de la Mairie (Lage)                    | PA00097002    | Classé       | 1939  |      |
| Hôtel des Postes                     |              | 1 boulevard Maurice-Viollette (Lage)       | PA00132560    | Inscrit      | 1994  |      |
| Hôtel-Dieu                           |              | 34 rue du Docteur-Gabriel-Maunoury (Lage)  | PA28000034    | Inscrit      | 2009  |      |
| Haus                                 |              | 5 rue Chantault (Lage)                     | PA00097005    | Inscrit      | 1924  |      |
| Haus                                 |              | 29 rue Chantault (Lage)                    | PA00097006    | Classé       | 1921  |      |
| Haus                                 |              | 7 place de la Cathédrale (Lage)            | PA00097007    | Classé       | 1911  |      |
| Haus                                 |              | 3 place Collin-d’Harleville (Lage)         | PA00097008    | Inscrit      | 1927  |      |
| Haus                                 |              | 20 rue de la Porte-Morard (Lage)           | PA00097012    | Inscrit      | 1928  |      |
| Haus                                 |              | 15 rue Saint-Brice (Lage)                  | PA28000002    | Inscrit      | 1997  |      |
| Haus                                 |              | 11 rue des Vieux-Capucins (Lage)           | PA00097014    | Inscrit      | 1976  |      |
| Kanonikerhaus                        |              | 24 rue du Cloître-Notre-Dame (Lage)        | PA28000020    | Inscrit      | 2005  |      |
| Haus des Arztes Huvé                 |              | 10 rue Noël-Ballay (Lage)                  | PA00097009    | Classé       | 1862  |      |
| Maison du Perron                     |              | 13 rue des Changes (Lage)                  | PA00097004    | Classé       | 1912  |      |
| Maison Picassiette                   |              | 22 rue du Repos (Lage)                     | PA00097013    | Classé       | 1983  |      |
| Maison de la Reine Berthe            |              | 35 rue des Écuyers (Lage)                  | PA00097003    | Classé       | 1889  |      |
| Maison du Saumon                     |              | 10, 12, 14 place de la Poissonnerie (Lage) | PA00097010    | Classé       | 1928  |      |
| Maison de la Voûte                   |              | 19 place du Cygne (Lage)                   | PA00097011    | Classé       | 1966  |      |
| Kanonikerhäuser                      |              | 2, 4, 6 rue du Cloître-Notre-Dame (Lage)   | PA28000018    | Classé       | 2005  |      |
| Mühle Saint-Père                     |              | 2 impasse des Herses (Lage)                | PA00097015    | Classé       | 1987  |      |
| ehemaliger Bischofspalast            |              | 20 rue du Cardinal-Pie (Lage)              | PA00097000    | Classé       | 1906  |      |
| Brücke Saint-Hilaire                 |              | Rue du Pont-Saint-Hilaire (Lage)           | PA00097016    | Inscrit      | 1925  |      |
| Tor                                  |              | 6 rue des Béguines (Lage)                  | PA00097018    | Inscrit      | 1961  |      |
| Tor Guillaume                        |              | Rue de la Porte-Guillaume (Lage)           | PA00097017    | Classé       | 1911  |      |
| Séminaire Saint-Charles              |              | 11 rue du Cardinal-Pie (Lage)              | PA00096992    | Inscrit      | 1941  |      |
| Stadttheater                         |              | Boulevard Adolphe-Chasles (Lage)           | PA00097019    | Inscrit      | 1984  |      |

## Liste der Objekte

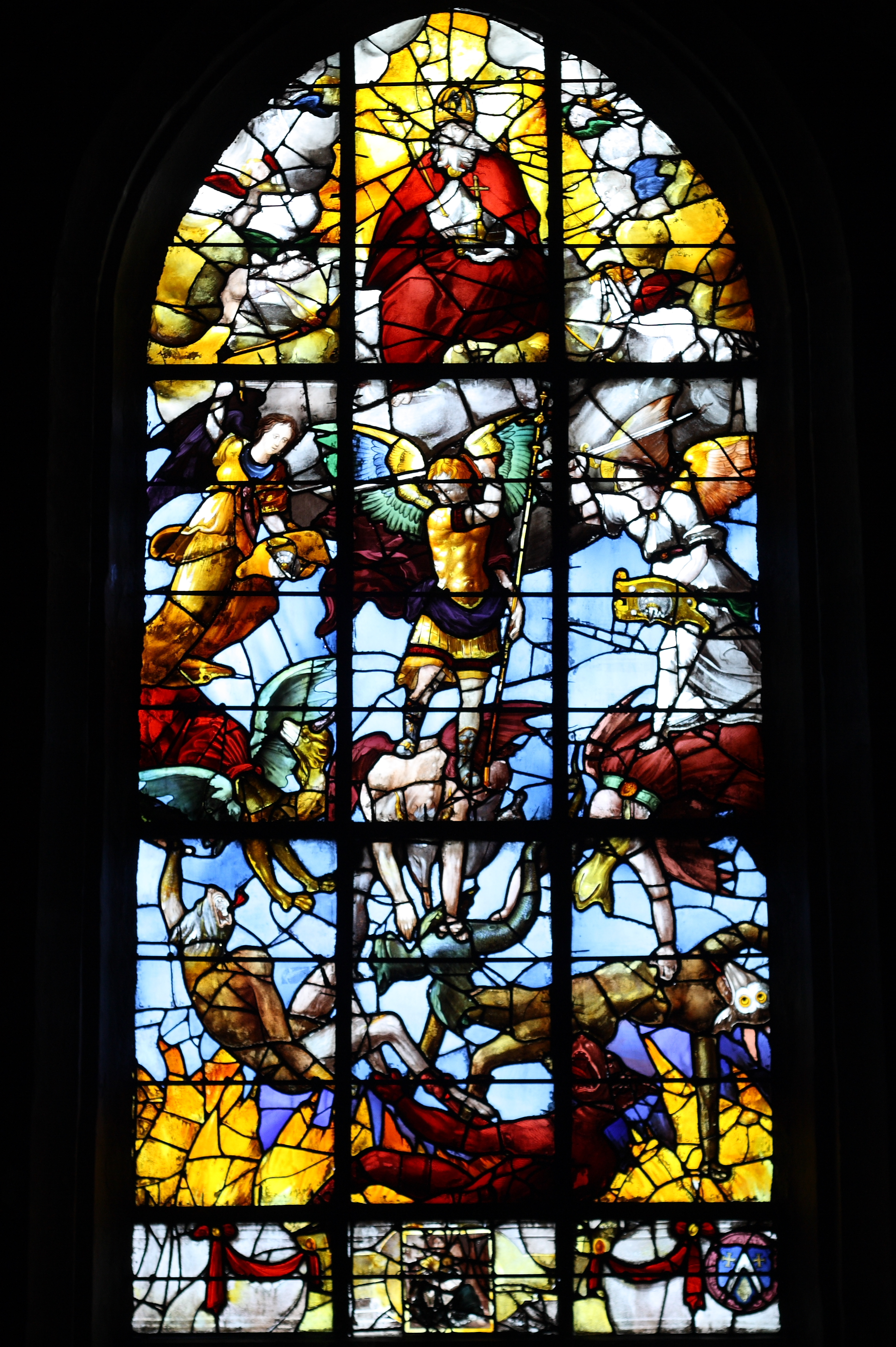
Fenster Erzengel Michael besiegt Luzifer (1547) in der Kirche St-Aignan

- Monuments historiques (Objekte) in Chatres in der Base Palissy des französischen Kultusministeriums

Siehe auch: Erzengel Michael besiegt Luzifer (St-Aignan, Chartres)